# Sonja Frey
Sonja Frey, née le 22 avril 1993 à Vienne, est une joueuse internationale autrichienne de handball évoluant au poste de demi-centre.

## Biographie
En 2009, âgée de seulement 16 ans, elle participe au championnat du monde 2009 en Chine. Elle y dispute huit des neuf matchs de son équipe et inscrit neuf buts. L'Autriche termine la compétition à la 10e place.
Après 4 saisons dans le club allemand de Thüringer HC, avec qui elle remporte le championnat d'Allemagne en 2013, 2014 et 2015, elle s'engage avec le Cercle Dijon Bourgogne pour la saison 2016-2017 . Elle remporte une quatrième fois le titre national en 2016 à l'issue de sa dernière saison.
Auteure de belles performances avec Dijon, elle figure parmi les meilleures marqueuses et passeuses du championnat. En février 2017, elle annonce s'engager avec Issy Paris Hand pour la saison 2017-2018, en vue de remplacer Stine Oftedal.
Après deux saisons à Paris, elle s'engage avec le club danois de Team Esbjerg pour la saison 2019-2020.

## Palmarès

### Club
compétitions nationales
- championne d'Allemagne en 2013, 2014, 2015 et 2016 (avec Thüringer HC)
- vainqueur de la coupe d'Allemagne en 2013 (avec Thüringer HC)

### Sélection
championnats du monde
- 10e du championnat du monde de handball féminin en 2009

autres
- troisième du championnat d'Europe junior en 2011[6]

### Distinctions individuelles
- élue meilleure joueuse du championnat d'Europe junior en 2011[7]

## Galerie

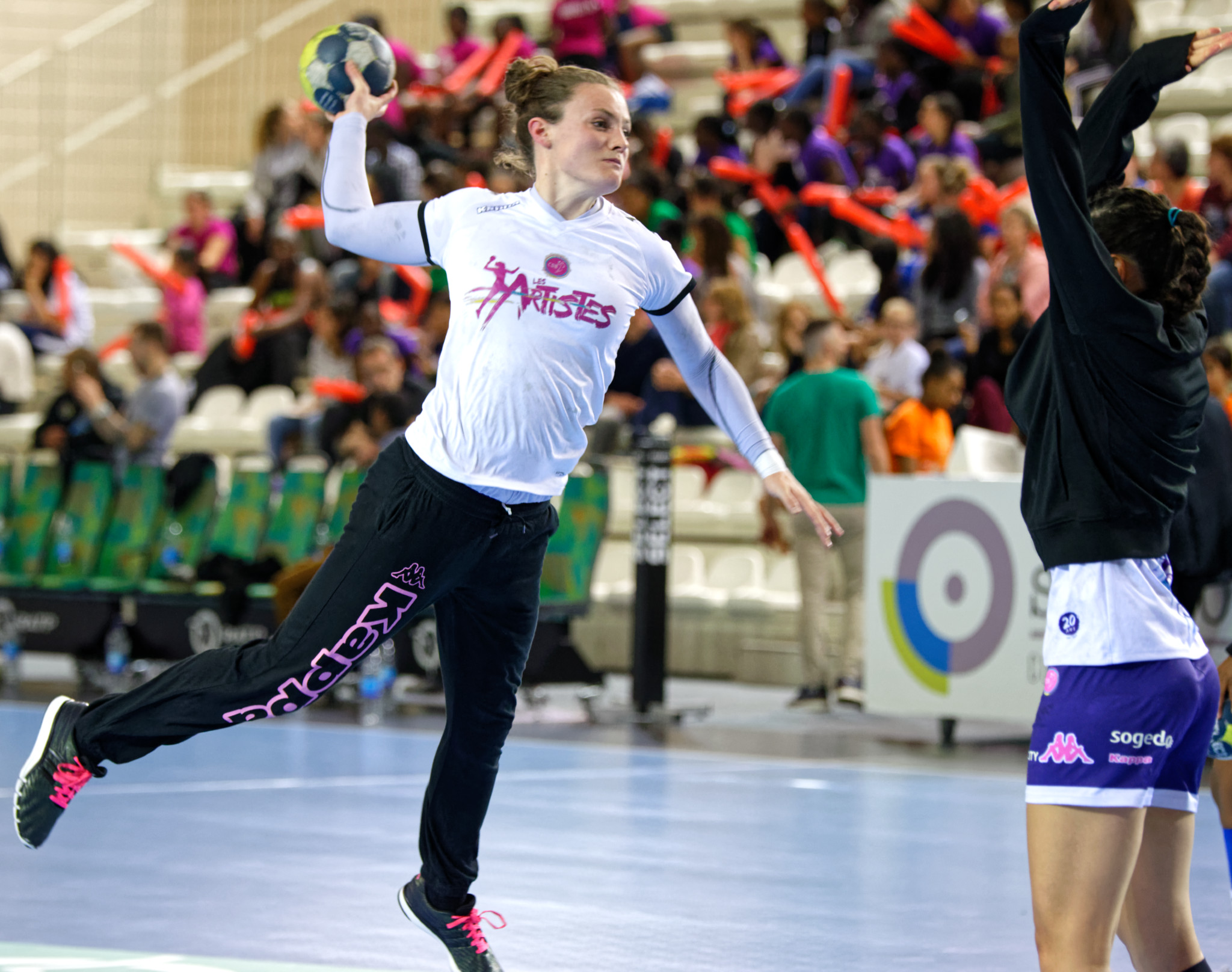
Avec Dijon
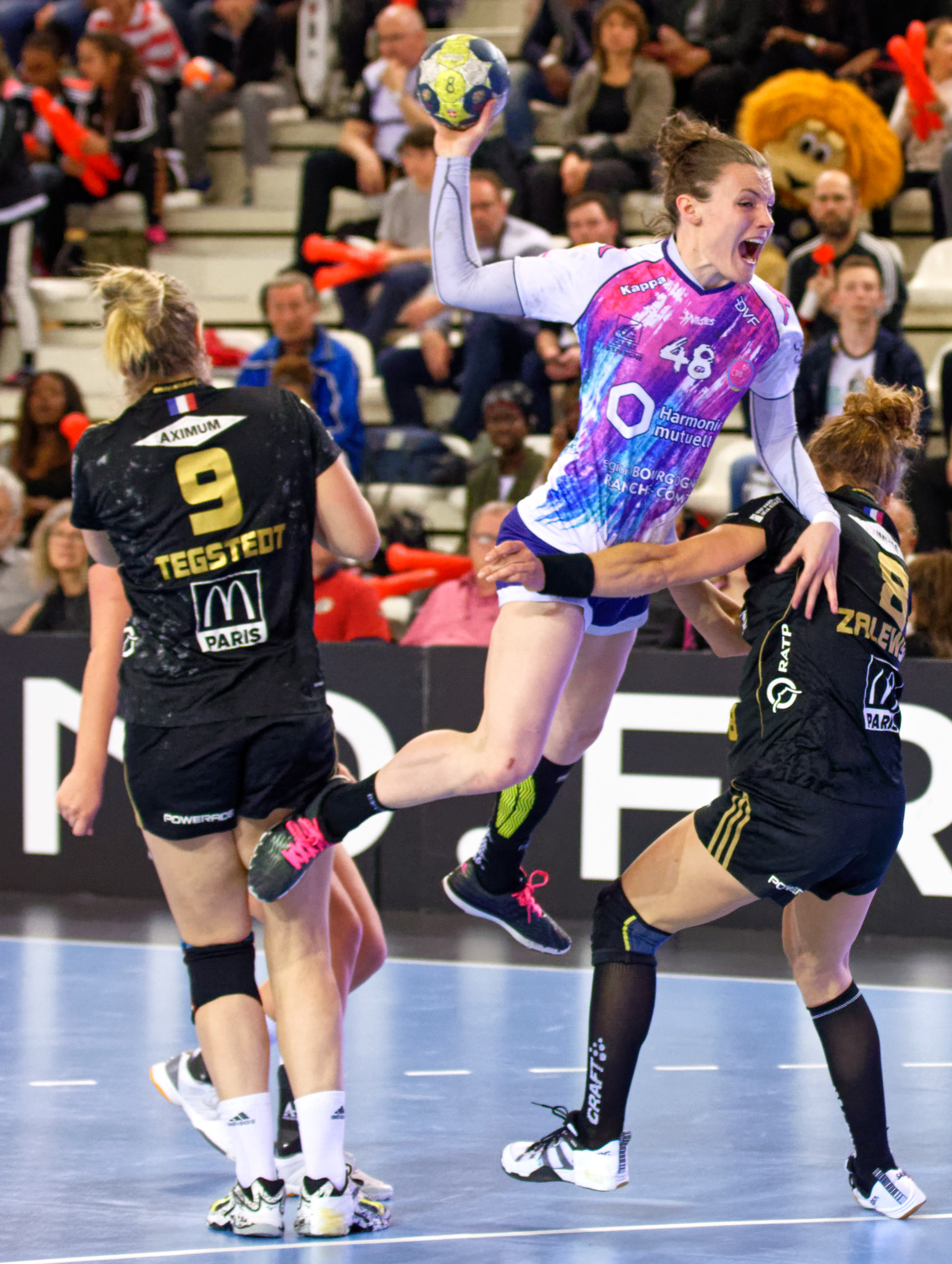
...
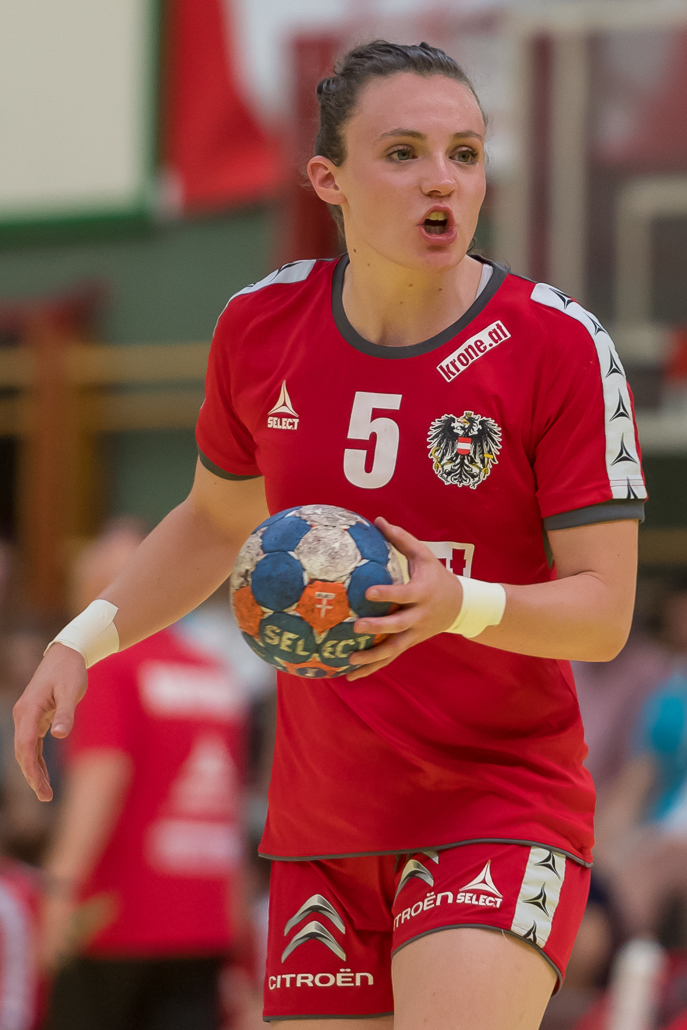
Avec l'équipe d'Autriche
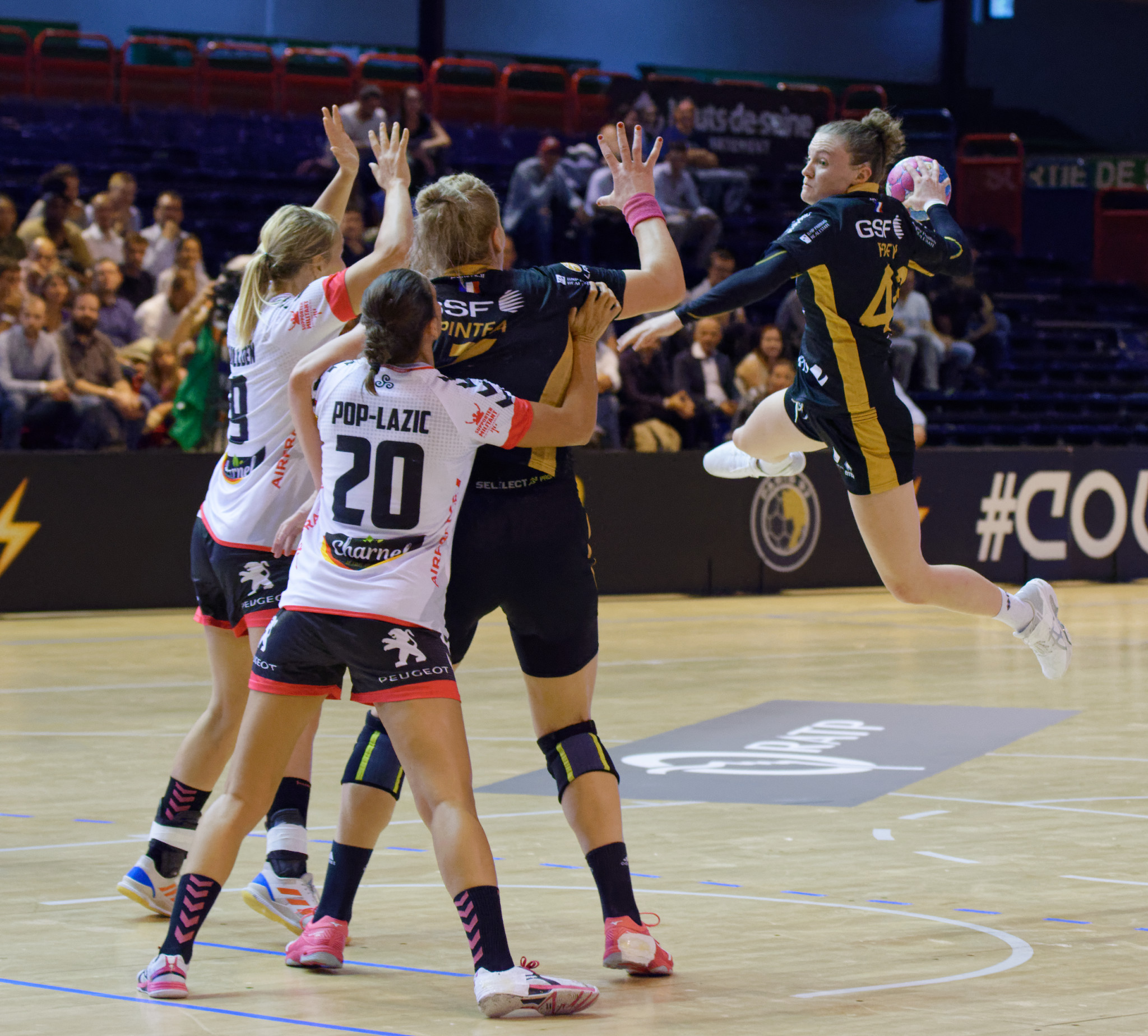
Avec Paris 92
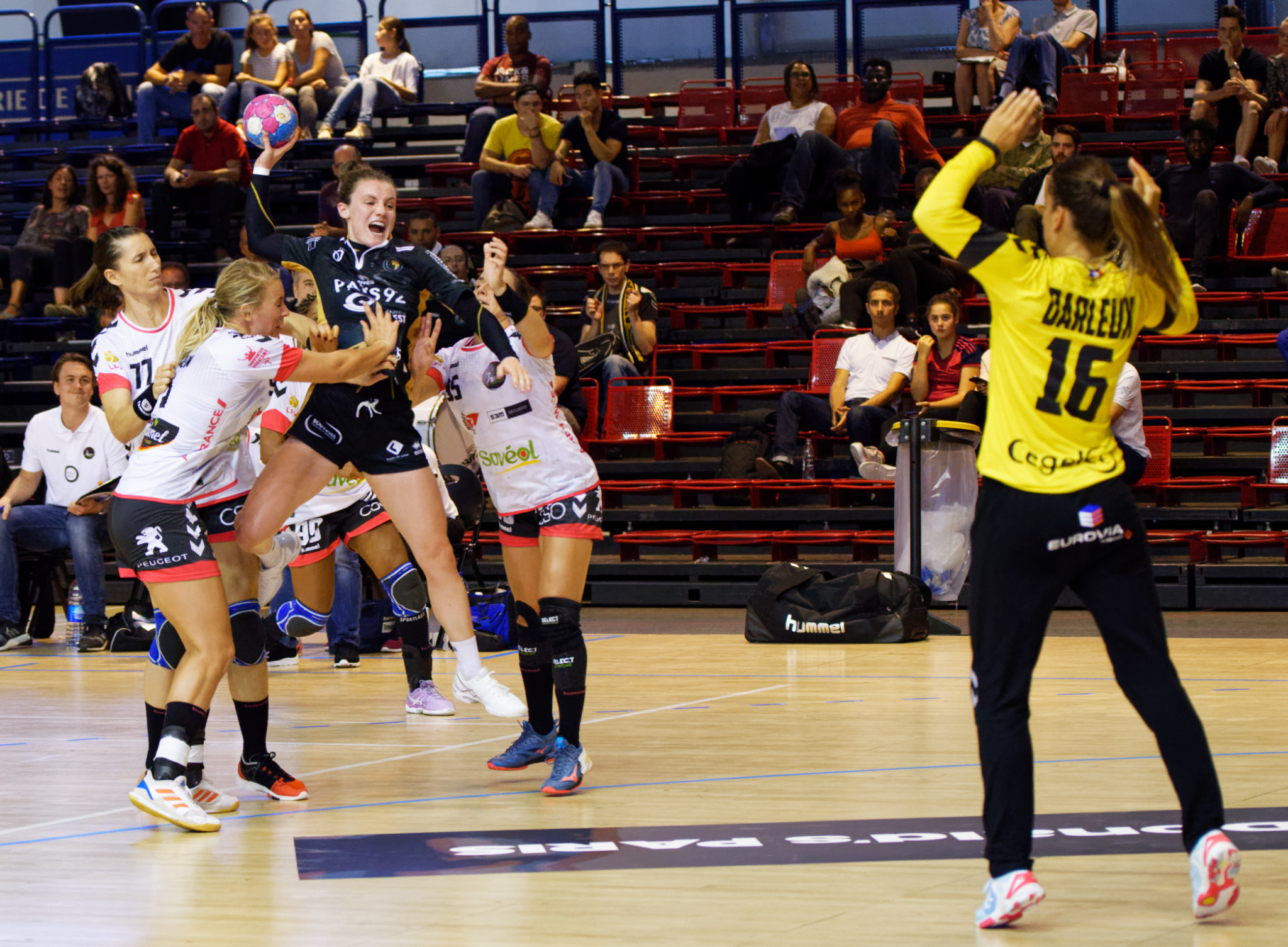
...